# Ковиляєвка
Ковиля́євка (рос. Ковыляевка) — село у складі Тоцького району Оренбурзької області, Росія.

## Населення
Населення — 333 особи (2010; 470 у 2002).
Національний склад (станом на 2002 рік):
- росіяни — 80 %